# Raul José Quimpo Martirez

Bischofswappen von Raul José Quimpo Martirez

Raul José Quimpo Martirez (* 9. Februar 1938 in New Washington; † 2. September 2024 in Pasig City) war ein philippinischer Geistlicher und römisch-katholischer Bischof von San Jose de Antique.

## Leben
Raul José Quimpo Martirez empfing am 18. März 1961 die Priesterweihe.
Papst Johannes Paul II. ernannte ihn am 5. Januar 1983 zum Bischof von San Jose de Antique. Die Bischofsweihe spendete ihm der Apostolische Nuntius auf den Philippinen, Bruno Torpigliani, am 24. März desselben Jahres; Mitkonsekratoren waren Cornelius de Wit MHM, Generalsuperior der Missionsgesellschaft vom hl. Joseph von Mill Hill, und Alberto Jover Piamonte, Weihbischof in Jaro.
Von seinem Amt trat er am 16. März 2002 zurück. Er starb im September 2024 im Alter von 86 Jahren in Pasig City.